# Sebastian Starck
Sebastian Starck (auch Sebastian Starcke, Stark, Starke, Starcken; * 20. Januar 1528 in Meißen; † 17. August 1586 in Mühlhausen) war ein deutscher evangelisch-lutherischer Theologe, Pastor und Superintendent.

## Leben
Starck wurde als Sohn des Meißner Tuchhändlers Gregor Stark und dessen Frau Afra Nauendorf geboren. Den Sitten der damaligen Zeit entsprechend, erhielt er seinen Namen vom Namenspatron seines Geburtstages. Nach anfänglicher Ausbildung in Meißen und St. Joachimsthal, immatrikulierte er sich im Mai 1543 an der Universität Wittenberg. Hier dürfte er unter anderem Martin Luther und Philipp Melanchthon kennengelernt haben. Im Wintersemester 1544 setzte er sein Studium an der Universität Leipzig fort. Um sein Vaterland im Schmalkaldischen Krieg zu verteidigen, trat er den sächsischen Truppen als Soldat bei. Als solcher beteiligte er sich in der Schlacht bei Mühlberg. Nach der Wittenberger Kapitulation, wurde er im Anfang des Jahres 1548 Schulmeister in Luchau bei Naumburg.
Er kehrte im Folgejahr nach Wittenberg zurück, wo er sich am 30. April 1549 den akademischen Grad eines Magisters der Philosophie erwarb und wurde am 18. September 1549 an der Wittenberger Stadtkirche durch Johannes Bugenhagen ordiniert, als Diakon in Buchholz. 1552 wurde er zum Pfarrer in Falkenau an der Eger in Böhmen berufen. Aufgrund gegenreformatorischer Bestrebungen, wurde er jedoch 1555 aus diesem Amt vertrieben. Daher lebte er im Folgejahr als Exulant in Quedlinburg bei seinem Schwiegervater, bis er am 30. September 1556 einen erneuten Ruf als Pfarrer in Greußen erhielt. Während dieser Zeit erlebte er vor allem die innerprotestantischen Streitigkeiten. Er wendete sich im Zuge der Auseinandersetzungen mehr der Auffassung der Gnesiolutheraner zu. Um seiner lutherischen Glaubensüberzeugung Nachdruck zu verleihen, unterschrieb er die Konkordienformel. 1575 folgte er einer Berufung als Superintendent und Oberpfarrer in Mühlhausen. Hier verlebte er seine letzten Lebensjahre mit der Neuordnung seiner Ephorie.

## Familie
Starck war zwei Mal verheiratet. Seine erste Ehe schloss er am 25. August 1550 mit Anna Ernst (auch: Ernesti; * 1532 in Nordhausen; † 12. Juni 1575 in Greußen), die Tochter des Pfarrers in Laucha Andreas Ernst. Seine zweite Ehe schloss er am 8. Februar 1575 in Erfurt mit Elisabeth Funke, der Witwe des Erfurter Heinrich Schneider sonst Weißmantel genannt. Aus erster Ehe stammen 15 Kinder, zwölf Söhne und drei Töchter, wovon fünf Kinder vor dem Vater jung verstarben. Von den Kindern kennt man:
1. To. Anna Starck (* 1551 Buchholz; † 1552 ebd.)
2. So. Andreas Starck (* 9. Mai 1552 in Buchholz; † 1611 Mühlhausen), Dr. med. und Stadtarzt in Göttingen
3. So. Georgius Starck (* 23. August 1553 in Falkenau)
4. So. Benjamin Starck (* 13. Dezember 1554 in Falkenau; † 1. Februar 1634 in Mühlhausen) Superintendent in Mühlhausen
5. So. Samuel Starck (* 15. Oktober 1556 in Quedlinburg; † kurz vor 13. November 1582 Udersleben (Pest)) 1581 Pfr. Udersleben, verh. 30. August 1580 in Mühlhausen mit Anna Tilesius, die Tochter des Hieronymus Tilesius (* 19. November 1529 in Hirschberg/Schlesien; † 17. September 1566 in Mühlhausen), sie verh. II. am 28. April 1589 mit dem Diakon und späteren Superintendenten in Mühlhausen Heinrich Gallus (* 1538 in Kronach; † 17. November 1605 in Mühlhausen)
6. To. Magdalena Margarethe Starck (* 15. September 1558 in Greußen; † 19. Januar 1577 Mühlhausen) verh. 15. Januar 1576 in Mühlhausen mit dem Mühlhausener Ratsherrn Johannes Hartmann
7. So. Christoph Starck (* 15. September 1558 in Greußen; † 1558)
8. So. Constantin Starck (* 1. September 1560 in Greußen; † 14. September 1597 Westhoffen/Elsass) Pfr. in Westhoffen/Elsass, verh. 10. Oktober 1587 in Straßburg mit Magdalena Gerawin
9. So. Godofredus Starck (* 14. Juni 1562 in Mühlhausen; † vor 26. August 1611) Rektor Greußen, verh. 16. Juni 1606 N.N.
10. So. Sebastian Starck (* 18. Februar 1564 in Greußen; † 22. Januar 1634 ebd.) 1588 Uni. Jena, Rektor Greußen, verh. 26. August 1594 in Mühlhausen mit Anna Reinhardt, Tochter des Pfarrers in Greußen Matthäus Reinhardt
11. So. Nathanel Starck (* 27. Februar 1566 in Greußen; † vor Oktober 1601) Lehrer Schule Mühlhausen, verh. 24. April 1592 in Mühlhausen mit Catharina Ilsung
12. So. Michael Starck († Mühlhausen) Pfr. verh. 7. August 1603 in Mühlhausen mit Maria Linke
13. So. Ernestus Starcke (* 16. Juni 1568 in Greußen; † 31. Oktober 1625 in Mühlhausen) Pfr. St. Nikolai und Petri Mühlhausen[10], verh. I. 26. Juli 1596 mit Christina Gödicke († 5. Dezember 1609 in Grabe), To. d. Mag. Johann Gödicke aus Erfurt, verh. II. Sommer 1610 mit Barbara Volkenant (begr. 8. April 1641 in Mühlhausen) die Tochter des Ratsherrn Christoph Volkenant
14. So. Jacob Daniel Starck (* 2. Januar 1570, ~ 3. Januar 1570 in Greußen; † 19. Februar 1637 Mittweida, begr. 24. Februar 1637 ebd.)[11] verh. I. 6. Juni 1597 in Meißen mit Barbara Weyland († ± 1601 in Pölnitz), To. des Bürgers in Döbeln Georg Weyland[12] verh. II. 4. Mai 1602 in Mittweida Maria Köckeritz (* 11. November 1582 in Mittweida; † 6. Februar 1623 ebd.), To. des kurf. sächs. Oberförsters in Mittweida Friederich Köckeritz[13] verh. III. 1623 mit Anna  († 1633), die Tochter des Pfarrers in Radeburg David Gensreff[14], Schwester des Freiberger Superintendenten Abraham Gensreff und Witwe des Sup. Oschatz Mag. Michael Schumler[15][16]
15. To. Lydia Starck (* 10. Dezember 1572 in Greußen)